# Jacob de Jonge (politicus)

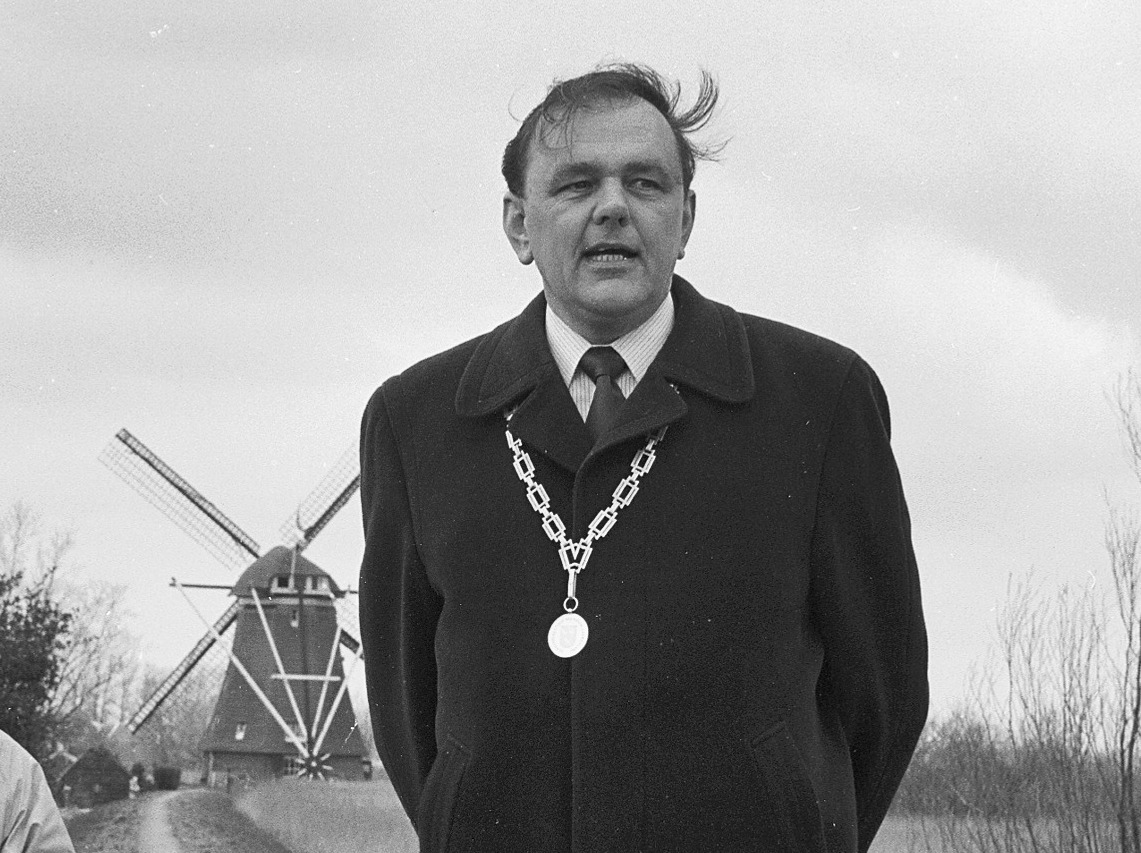
Burgemeester J. de Jonge (1983)

Jacob de Jonge (Bruinisse, 18 april 1935 – Sliedrecht, 21 november 2002) was een Nederlands politicus van de SGP.
Hij begon zijn carrière eind 1959 als klerk op de secretarie van de gemeente Kloetinge en een jaar maakte hij de overstap naar de Zuid-Hollandse gemeente Moerkapelle waar hij werkte als commies. Vanaf december 1962 werkte hij als hoofdcommies A op de afdeling financiën van de gezamenlijke secretarie van de gemeenten Groot-Ammers, Langerak en Nieuwpoort. In januari 1975 ging De Jonge terug naar Zeeland waar hij de burgemeester van Arnemuiden werd. Hij trad daarmee in de voetsporen van zijn vader Leendert Jan de Jonge die van 1946 tot 1966 burgemeester van Sint Philipsland is geweest. In mei 1981 ging Jacob de Jonge toch weer naar de Alblasserwaard toen hij benoemd werd tot de burgemeester van Nieuw-Lekkerland. In maart 1997 ging hij daar vervroegd met pensioen waarna hij nog enkele jaren als ouderling-kerkvoogd actief was bij de Nederlandse Hervormde Kerk in Sliedrecht. Eind 2002 overleed hij op 67-jarige leeftijd. 